# Élections municipales de 1947 en Ille-et-Vilaine
Les élections municipales en Ille-et-Vilaine ont eu lieu les 19 et 26 octobre 1947.

## Maires sortants et maires élus
| Commune                | Population | Maire sortant        | Parti | Parti         | Maire élu             | Parti | Parti         |
| ---------------------- | ---------- | -------------------- | ----- | ------------- | --------------------- | ----- | ------------- |
| Bain-de-Bretagne       | 4 040      | Eugène Derniaux      |       | MRP           | Alfred Coupel         |       | MRP           |
| Bazouges-la-Pérouse    | 2 525      | Hyacinthe Morel      |       | Rad. ind      |                       |       | Rép. G        |
| Bruz                   | 2 820      | Germaine Marquer     |       | Ind. D        | André Marquer         |       | MRP           |
| Cancale                | 5 569      | Adolphe Robin        |       | MRP           | Adolphe Robin         |       | MRP           |
| Cesson-Sévigné         | 2 791      | Albert Benard        |       | Ind. D        | Albert Benard         |       | Ind. D        |
| Combourg               | 4 390      | Abel Bourgeois       |       | Rad-soc       | Abel Bourgeois        |       | Rad-soc       |
| Dinard                 | 8 428      | Louis Léouffre       |       | MRP           | Louis Léouffre        |       | MRP           |
| Dol-de-Bretagne        | 4 861      | François Roptin      |       | Rad-soc       | François Roptin       |       | Rad-soc       |
| Fougères               | 19 281     | Henri Rebuffé        |       | Ind. G        | Hippolyte Réhault     |       | MRP           |
| Grand-Fougeray         | 2 753      | Charles Chupin       |       | Ind. D        | Jean-Baptiste Moisdon |       | MRP           |
| La Guerche-de-Bretagne | 3 206      | Henri Lassourd       |       | Rép. G        | Henri Lassourd        |       | Rép. G        |
| Guichen                | 4 048      | Georges Le Cornec    |       | Rad-soc-Prog. | Georges Le Cornec     |       | Rad-soc-Prog. |
| Guipry                 | 2 653      | Joseph Havard        |       | Rép. G        |                       |       | MRP           |
| Iffendic               | 3 127      | Louis Delahaye       |       | Rép. G        | Louis Delahaye        |       | Rép. G        |
| Janzé                  | 4 281      | Léon Thébault        |       | Rad. ind      | Louis Amoureux        |       | Rad. ind      |
| Louvigné-du-Désert     | 3 942      | Ambroise de Montigny |       | Ind. D        | René de Montigny      |       | MRP           |
| Martigné-Ferchaud      | 3 231      | Paul Prime           |       | Ind. D        | Paul Prime            |       | Ind. D        |
| Maure-de-Bretagne      | 3 251      | Joseph Lagrée        |       | Ind. D        | Joseph Lagrée         |       | Ind. D        |
| Montauban-de-Bretagne  | 2 783      | Joseph Hamon         |       | SFIO          | Joseph Hamon          |       | SFIO          |
| Paramé                 | 9 060      | Jean Legatellois     |       | MRP           | Jean Legatellois      |       | MRP           |
| Pipriac                | 9 060      | Pierre Simon         |       | Ind. Dr       | Clément Le Rouzic     |       | Ind. Dr       |
| Plélan-le-Grand        | 2 941      | Lucien Buis          |       | Ind. Dr       | Lucien Buis           |       | Ind. Dr       |
| Redon                  | 7 401      | Auguste Houssin      |       | Ind. Dr       | Émile Le Brigant      |       | RPF           |
| Rennes                 | 113 781    | Yves Milon           |       | UDSR-RPF      | Yves Milon            |       | UDSR-RPF      |
| Retiers                | 2 911      | Émile Lecrec         |       | Rép. G        | Joseph Egu            |       | Ind. Dr       |
| Saint-Malo             | 11 311     | René Delannoy        |       | Rad-soc       | Guy La Chambre        |       | Rad. ind      |
| Saint-Méen-le-Grand    | 2 865      | François Hervet      |       | PRL           | Marcel Fleury         |       | PRL           |
| Saint-Méloir-des-Ondes | 2 865      | Francis Samson       |       | RPF           | Francis Samson        |       | RPF           |
| Saint-Servan-sur-Mer   | 12 832     | Paul Delacourt       |       | Ind. Dr       | Paul Delacourt        |       | Ind. Dr       |
| Vitré                  | 9 367      | Marcel Rupied        |       | PRL-RPF       | Marcel Rupied         |       | PRL-RPF       |

## Analyse du scrutin
À l'issue du scrutin, on note une relative stabilité du paysage politique départemental, avec un remplacement du centre droit classique au profit du MRP.
À Rennes et Vitré, les gaullistes Yves Milon et Marcel Rupied sont réélus, tout comme le modéré Paul Delacourt à Saint-Servan.
On assiste par contre à des changements à Saint-Malo, où le radical indépendant gaulliste Guy La Chambre défait le radical-socialiste René Delannoy.
À Redon, un gaulliste remplace un indépendant de droite.
En remportant six communes supplémentaires et en conservant Cancale, Dinard et Paramé, le MRP devient le parti politique le plus représenté : à Louvigné-du-Désert, René de Montigny succède à son père et à Fougères, Hippolyte Réhault bat le radical Henri Rebuffé.
Enfin, à Bain-de-Bretagne, Alfred Coupel remplace Eugène Derniaux, décédé quelques semaines avant le premier tour.

## Résultats par étiquettes des maires
- Les maires RPF ont souvent une double appartenance.

| Partis              | Partis                                            | Maires sortants | Maires élus | Évolution     |
| ------------------- | ------------------------------------------------- | --------------- | ----------- | ------------- |
|                     | Républicain de gauche                             | 5               | 3           | 2             |
|                     | Mouvement républicain populaire                   | 4               | 10          | 6             |
|                     | Radical indépendant                               | 2               | 2           | en stagnation |
|                     | Union démocratique et socialiste de la Résistance | 1               | 1           | en stagnation |
| Total centre        | Total centre                                      | 12              | 16          | 4             |
|                     | Indépendant de droite                             | 10              | 7           | 3             |
|                     | Parti républicain de la liberté                   | 2               | 2           | en stagnation |
| Total droite        | Total droite                                      | 12              | 9           | 3             |
|                     | Parti radical-socialiste                          | 4               | 3           | 1             |
|                     | Indépendant de gauche                             | 1               | 0           | 1             |
| Total centre gauche | Total centre gauche                               | 5               | 3           | 2             |
|                     | Rassemblement du peuple français                  | 2               | 3           | en stagnation |
| Total gaulliste     | Total gaulliste                                   | 2               | 3           | 1             |
|                     | Section française de l'Internationale ouvrière    | 1               | 1           | en stagnation |
| Total gauche        | Total gauche                                      | 1               | 1           | en stagnation |
| Total               | Total                                             | 31              | 31          | -             |

## Résultats par communes

### Résultats dans les communes de plus de9 000 habitants
- L'élection, à tour unique, utilise le mode de scrutin de la proportionnelle à la plus forte moyenne.

#### Rennes
- Maire sortant : Yves Milon (UDSR-RPF)
- 37 sièges à pourvoir au conseil municipal (population légale 1946 : 113 781 habitants)

|                                                                              |                        |                                               |              |              |        |        |  |  |  |
| Tête de liste                                                                | Tête de liste          | Liste                                         | Premier tour | Premier tour | Sièges | Sièges |  |  |  |
| Tête de liste                                                                | Tête de liste          | Liste                                         | Voix         | %            | CM     |        |  |  |  |
|                                                                              | Yves Milon *           | UDSR (6) - RPF (11) - Rad-soc (15) - CNIP (5) | 19 215       | 41,53        | 16     |        |  |  |  |
| Liste de concentration républicaine pour le rassemblement du peuple français |                        |                                               | 19 215       | 41,53        | 16     |        |  |  |  |
|                                                                              | Marcel Cadieu          | PCF                                           | 10 185       | 22,01        | 8      |        |  |  |  |
| Liste d'union républicaine et résistante de défense des intérêts communaux   |                        |                                               | 10 185       | 22,01        | 8      |        |  |  |  |
|                                                                              | Louis Le Gall-La Salle | MRP                                           | 8 411        | 18,18        | 7      |        |  |  |  |
| Liste d'union républicaine et résistante de défense des intérêts communaux   |                        |                                               | 8 411        | 18,18        | 7      |        |  |  |  |
|                                                                              | Eugène Quessot         | SFIO                                          | 6 984        | 15,09        | 6      |        |  |  |  |
| Liste du parti socialiste SFIO                                               |                        |                                               | 6 984        | 15,09        | 6      |        |  |  |  |
|                                                                              |                        | Rad-soc                                       | 918          | 1,98         | -      |        |  |  |  |
| Liste de regroupement radical socialiste et de défense laïque                |                        |                                               | 918          | 1,98         | -      |        |  |  |  |
|                                                                              |                        |                                               |              |              |        |        |  |  |  |
| Inscrits                                                                     | Inscrits               | Inscrits                                      | 67 415       | 100,00       |        |        |  |  |  |
| Votants                                                                      | Votants                | Votants                                       | 47 143       | 69,93        |        |        |  |  |  |
| Exprimés                                                                     | Exprimés               | Exprimés                                      | 46 271       | 98,15        |        |        |  |  |  |
| * Liste du maire sortant                                                     |                        |                                               |              |              |        |        |  |  |  |

#### Fougères
- Maire sortant : Henri Rebuffé (Ind. G)
- 27 sièges à pourvoir au conseil municipal (population légale 1946 : 19 281 habitants)

|                                          | Hippolyte Réhault | MRP (20) - Ind. G (7) | 2 852  | 30,08  | 8 |  |  |  |
| Liste MRP et indépendants                |                   |                       | 2 852  | 30,08  | 8 |  |  |  |
|                                          | Joseph Fournier   | SFIO                  | 2 630  | 27,74  | 8 |  |  |  |
| Liste socialiste SFIO                    |                   |                       | 2 630  | 27,74  | 8 |  |  |  |
|                                          |                   | RPF                   | 2 597  | 27,39  | 8 |  |  |  |
| Liste d'entente républicaine             |                   |                       | 2 597  | 27,39  | 8 |  |  |  |
|                                          |                   | PCF                   | 1 171  | 12,35  | 3 |  |  |  |
| Liste d'union républicaine et résistante |                   |                       | 1 171  | 12,35  | 3 |  |  |  |
|                                          |                   |                       |        |        |   |  |  |  |
| Inscrits                                 | Inscrits          | Inscrits              | 11 960 | 100,00 |   |  |  |  |
| Votants                                  | Votants           | Votants               | 9 665  | 80,81  |   |  |  |  |
| Exprimés                                 | Exprimés          | Exprimés              | 9 482  | 98,11  |   |  |  |  |
| * Liste du maire sortant                 |                   |                       |        |        |   |  |  |  |

#### Saint-Malo
- Maire sortant : René Delannoy (Rad-soc)
- 27 sièges à pourvoir au conseil municipal (population légale 1946 : 11 311 habitants)

|                                                    | Guy La Chambre | Rad. ind (10) - RPF (7) - Rép. G (5) - Ind. G (3) - PRL (2) | 4 030 | 63,90  | 18 Rad. ind (10), RPF (4), Rép. G (2) - PRL (2) |  |  |  |
| Liste d'union pour la reconstruction de Saint-Malo |                |                                                             | 4 030 | 63,90  | 18 Rad. ind (10), RPF (4), Rép. G (2) - PRL (2) |  |  |  |
|                                                    |                | PCF (25) - URR (2)                                          | 1 172 | 18,58  | 5                                               |  |  |  |
| Liste d'union républicaine et résistante           |                |                                                             | 1 172 | 18,58  | 5                                               |  |  |  |
|                                                    |                | MRP (20) - Ind. G (7)                                       | 547   | 8,67   | 2                                               |  |  |  |
| Liste du MRP et d'action familiale                 |                |                                                             | 547   | 8,67   | 2                                               |  |  |  |
|                                                    |                | SFIO                                                        | 485   | 7,69   | 2                                               |  |  |  |
| Liste d'entente ouvrière et démocratique SFIO      |                |                                                             | 485   | 7,69   | 2                                               |  |  |  |
|                                                    |                |                                                             |       |        |                                                 |  |  |  |
| Inscrits                                           | Inscrits       | Inscrits                                                    | 8 196 | 100,00 | 27                                              |  |  |  |
| Votants                                            | Votants        | Votants                                                     | 6 408 | 78,18  |                                                 |  |  |  |
| Exprimés                                           | Exprimés       | Exprimés                                                    | 6 307 | 98,42  |                                                 |  |  |  |
| * Liste du maire sortant                           |                |                                                             |       |        |                                                 |  |  |  |

#### Saint-Servan
- Maire sortant : Paul Delacour (Ind. Dr)
- 27 sièges à pourvoir au conseil municipal (population légale 1946 : 12 832 habitants)

| Tête de liste                             | Tête de liste   | Liste                             | Premier tour | Premier tour | Sièges |  |
| Tête de liste                             | Tête de liste   | Liste                             | Voix         | %            | CM     |  |
| ----------------------------------------- | --------------- | --------------------------------- | ------------ | ------------ | ------ |  |
|                                           |                 | RPF                               | 1 721        | 27,69        | 8      |  |
| Liste du rassemblement populaire français |                 |                                   | 1 721        | 27,69        | 8      |  |
|                                           | Paul Delacour * | PRL (15) - Ind. Dr (11) - MRP (1) | 1 582        | 25,45        | 7      |  |
| Liste des intérêts servannais             |                 |                                   | 1 582        | 25,45        | 7      |  |
|                                           |                 | SFIO (15) - Rad-soc (12)          | 1 418        | 22,81        | 7      |  |
| Liste républicaine et socialiste          |                 |                                   | 1 418        | 22,81        | 7      |  |
|                                           |                 | PCF                               | 1 057        | 17,05        | 5      |  |
| Liste républicaine et résistante          |                 |                                   | 1 057        | 17,05        | 5      |  |
|                                           |                 |                                   |              |              |        |  |
| Inscrits                                  | Inscrits        | Inscrits                          | 8 163        | 100,00       | 27     |  |
| Votants                                   | Votants         | Votants                           | 6 342        | 77,69        |        |  |
| Exprimés                                  | Exprimés        | Exprimés                          | 6 216        | 98,01        |        |  |
| * Liste du maire sortant                  |                 |                                   |              |              |        |  |

### Résultats dans les communes de3 500 habitantsà9 000 habitants
- Le mode de scrutin est le même qu'avant guerre, c'est-à-dire un mode plurinominal majoritaire à deux deux tours. Pour être élu au premier tour, il faut la majorité des suffrages exprimés, au ballottage la majorité relative suffit.

#### Vitré
- Maire sortant : Marcel Rupied (PRL)
- 23 sièges à pourvoir au conseil municipal (population légale 1946 : 9 367 habitants)

| Tête de liste                                                                         | Tête de liste | Liste                                      | Premier tour | Premier tour | Sièges |  |
| Tête de liste                                                                         | Tête de liste | Liste                                      | Voix         | %            | CM     |  |
| ------------------------------------------------------------------------------------- | ------------- | ------------------------------------------ | ------------ | ------------ | ------ |  |
|                                                                                       | Marcel Rupied | MRP (11) - Ind. Dr (6) - RPF (5) - PRL (1) | 2 663        | 59,74        | 23     |  |
| Liste des intérêts vitréens, entente républicaine et rassemblement du peuple français |               |                                            | 2 663        | 59,74        | 23     |  |
|                                                                                       |               | Rad-soc (12) - SFIO (11)                   | 1 658        | 37,19        | 0      |  |
| Liste républicaine de réorganisation municipale                                       |               |                                            | 1 658        | 37,19        | 0      |  |
|                                                                                       |               |                                            |              |              |        |  |
| Inscrits                                                                              | Inscrits      | Inscrits                                   | 5 542        | 100,00       | 23     |  |
| Votants                                                                               | Votants       | Votants                                    | 4 577        | 82,59        |        |  |
| Exprimés                                                                              | Exprimés      | Exprimés                                   | 4 458        | 97,40        |        |  |
| * Liste du maire sortant                                                              |               |                                            |              |              |        |  |

#### Redon
- Maire sortant : Auguste Houssin (Ind. Dr)
- 23 sièges à pourvoir au conseil municipal (population légale 1946 : 7 401 habitants)

| Tête de liste                                                     | Tête de liste          | Liste                                          | Premier tour | Premier tour | Sièges |  |
| Tête de liste                                                     | Tête de liste          | Liste                                          | Voix         | %            | CM     |  |
| ----------------------------------------------------------------- | ---------------------- | ---------------------------------------------- | ------------ | ------------ | ------ |  |
|                                                                   | Émile Le Brigant (RPF) | MRP (9) - Ind. Dr (5) - Rad. ind (5) - RPF (4) | 1 999        | 66,32        | 23     |  |
| Liste d'entente républicaine                                      |                        |                                                | 1 999        | 66,32        | 23     |  |
|                                                                   |                        | SFIO (12) - PCF (11)                           | 962          | 31,92        | 0      |  |
| Liste d'union républicaine pour la défense des intérêts communaux |                        |                                                | 962          | 31,92        | 0      |  |
|                                                                   |                        |                                                |              |              |        |  |
| Inscrits                                                          | Inscrits               | Inscrits                                       | 4 199        | 100,00       | 23     |  |
| Votants                                                           | Votants                | Votants                                        | 3 071        | 73,14        |        |  |
| Exprimés                                                          | Exprimés               | Exprimés                                       | 3 014        | 98,14        |        |  |
| * Liste du maire sortant                                          |                        |                                                |              |              |        |  |

#### Janzé
- Maire sortant : Léon Thébault (Rad. ind)
- 23 sièges à pourvoir au conseil municipal (population légale 1946 : 4 281 habitants)

| Tête de liste                          | Tête de liste   | Liste                  | Premier tour | Premier tour | Sièges |  |
| Tête de liste                          | Tête de liste   | Liste                  | Voix         | %            | CM     |  |
| -------------------------------------- | --------------- | ---------------------- | ------------ | ------------ | ------ |  |
|                                        | Léon Thébault * | Rad. ind               | 1 155        | 56,62        | 13     |  |
| Liste républicaine et de progrès local |                 |                        | 1 155        | 56,62        | 13     |  |
|                                        |                 | MRP (15) - Ind. Dr (8) | 854          | 41,86        | 10     |  |
| Liste des intérêts communaux           |                 |                        | 854          | 41,86        | 10     |  |
|                                        |                 |                        |              |              |        |  |
| Inscrits                               | Inscrits        | Inscrits               | 2 667        | 100,00       | 23     |  |
| Votants                                | Votants         | Votants                | 2 117        | 79,38        |        |  |
| Exprimés                               | Exprimés        | Exprimés               | 2 040        | 93,36        |        |  |
| * Liste du maire sortant               |                 |                        |              |              |        |  |

#### Louvigné-du-Désert
- Maire sortant : Ambroise de Montigny (URD)
- 23 sièges à pourvoir au conseil municipal (population légale 1946 : 3 942 habitants)

| Tête de liste                                | Tête de liste              | Liste                                                     | Premier tour | Premier tour | Sièges |  |
| Tête de liste                                | Tête de liste              | Liste                                                     | Voix         | %            | CM     |  |
| -------------------------------------------- | -------------------------- | --------------------------------------------------------- | ------------ | ------------ | ------ |  |
|                                              | René de Montigny (MRP) (*) | URD (15) - MRP (3) - Rad. ind (3) - SFIO (1) - Ind. G (1) | 1 285        | 72,76        | 23     |  |
| Liste d'entente républicaine d'intérêt local |                            |                                                           | 1 285        | 72,76        | 23     |  |
|                                              |                            |                                                           |              |              |        |  |
| Inscrits                                     | Inscrits                   | Inscrits                                                  | 2 279        | 100,00       | 23     |  |
| Votants                                      | Votants                    | Votants                                                   | 1 807        | 79,29        |        |  |
| Exprimés                                     | Exprimés                   | Exprimés                                                  | 1 766        | 97,73        |        |  |
| * Liste du maire sortant                     |                            |                                                           |              |              |        |  |

#### Bain-de-Bretagne
- Maire sortant : Eugène Derniaux (MRP)
- 23 sièges à pourvoir au conseil municipal (population légale 1946 : 4 040 habitants)

| Tête de liste                                     | Tête de liste         | Liste                         | Premier tour | Premier tour | Sièges |  |
| Tête de liste                                     | Tête de liste         | Liste                         | Voix         | %            | CM     |  |
| ------------------------------------------------- | --------------------- | ----------------------------- | ------------ | ------------ | ------ |  |
|                                                   | Alfred Coupel (MRP) * | MRP (14) - PRL (6) - SFIO (3) | 1 155        | 67,31        | 23     |  |
| Liste d'union républicaine des intérêts communaux |                       |                               | 1 155        | 67,31        | 23     |  |
|                                                   |                       |                               |              |              |        |  |
| Inscrits                                          | Inscrits              | Inscrits                      | 2 537        | 100,00       | 23     |  |
| Votants                                           | Votants               | Votants                       | 1 868        | 73,63        |        |  |
| Exprimés                                          | Exprimés              | Exprimés                      | 1 716        | 91,86        |        |  |
| * Liste du maire sortant                          |                       |                               |              |              |        |  |

#### Cancale
- Maire sortant : Adolphe Robin (MRP)
- 23 sièges à pourvoir au conseil municipal (population légale 1946 : 5 569 habitants)

| Tête de liste                                           | Tête de liste         | Liste                             | Premier tour | Premier tour | Sièges |  |
| Tête de liste                                           | Tête de liste         | Liste                             | Voix         | %            | CM     |  |
| ------------------------------------------------------- | --------------------- | --------------------------------- | ------------ | ------------ | ------ |  |
|                                                         | Adolphe Robin (MRP) * | Ind. Dr (13) - MRP (9) - SFIO (1) | 1 433        | 54,22        | 21     |  |
| Liste d'union républicaine populaire et d'intérêt local |                       |                                   | 1 433        | 54,22        | 21     |  |
|                                                         |                       | RPF                               | 904          | 34,20        | 2      |  |
| Liste de rassemblement du peuple français               |                       |                                   | 904          | 34,20        | 2      |  |
|                                                         |                       | PCF (21) - SFIO (2)               | 218          | 8,25         | 0      |  |
| Liste d'entente républicaine et d'intérêts communaux    |                       |                                   | 218          | 8,25         | 0      |  |
|                                                         |                       |                                   |              |              |        |  |
| Inscrits                                                | Inscrits              | Inscrits                          | 3 880        | 100,00       | 23     |  |
| Votants                                                 | Votants               | Votants                           | 2 737        | 70,54        |        |  |
| Exprimés                                                | Exprimés              | Exprimés                          | 2 643        | 96,57        |        |  |
| * Liste du maire sortant                                |                       |                                   |              |              |        |  |

#### Combourg
- Maire sortant : Abel Bourgeois (Rad-soc)
- 23 sièges à pourvoir au conseil municipal (population légale 1946 : 4 390 habitants)

|                                                                            | Abel Bourgeois * | Rad-soc (14) - SFIO (4) - Ind. G (5) | 1 056 | 50,67  | 23 |  |
| Liste Républicaine                                                         |                  |                                      | 1 056 | 50,67  | 23 |  |
|                                                                            |                  | MRP (14) - Ind. Dr (7) - RPF (2)     | 725   | 34,79  | 0  |  |
| Liste de défense des intérêts locaux du MRP et RPF                         |                  |                                      | 725   | 34,79  | 0  |  |
|                                                                            |                  | PCF (18) - Ind. G (5)                | 223   | 10,70  | 0  |  |
| Liste d'union républicaine et résistante de défense des intérêts communaux |                  |                                      | 223   | 10,70  | 0  |  |
|                                                                            |                  |                                      |       |        |    |  |
| Inscrits                                                                   | Inscrits         | Inscrits                             | 2 733 | 100,00 | 23 |  |
| Votants                                                                    | Votants          | Votants                              | 2 116 | 77,42  |    |  |
| Exprimés                                                                   | Exprimés         | Exprimés                             | 2 084 | 98,49  |    |  |
| * Liste du maire sortant                                                   |                  |                                      |       |        |    |  |

#### Dinard
- Maire sortant : Louis Léouffre (MRP)
- 23 sièges à pourvoir au conseil municipal (population légale 1946 : 8 428 habitants)

| Tête de liste                                                   | Tête de liste          | Liste                           | Premier tour | Premier tour | Sièges |  |
| Tête de liste                                                   | Tête de liste          | Liste                           | Voix         | %            | CM     |  |
| --------------------------------------------------------------- | ---------------------- | ------------------------------- | ------------ | ------------ | ------ |  |
|                                                                 | Louis Léouffre (MRP) * | MRP (9) - RPF (9) - Rad-soc (5) | 2 274        | 51,82        | 23     |  |
| Liste d'entente MRP, RPF, Rad-soc et PRL                        |                        |                                 | 2 274        | 51,82        | 23     |  |
|                                                                 |                        | PCF                             | 828          | 18,87        | 0      |  |
| Liste d'union républicaine et résistante des intérêts communaux |                        |                                 | 828          | 18,87        | 0      |  |
|                                                                 |                        | SFIO                            | 799          | 18,21        | 0      |  |
| Liste socialiste SFIO                                           |                        |                                 | 799          | 18,21        | 0      |  |
|                                                                 |                        |                                 |              |              |        |  |
| Inscrits                                                        | Inscrits               | Inscrits                        | 5 461        | 100,00       | 23     |  |
| Votants                                                         | Votants                | Votants                         | 4 454        | 81,56        |        |  |
| Exprimés                                                        | Exprimés               | Exprimés                        | 4 388        | 98,52        |        |  |
| * Liste du maire sortant                                        |                        |                                 |              |              |        |  |

#### Dol-de-Bretagne
- Maire sortant : François Roptin (Rad-soc)
- 23 sièges à pourvoir au conseil municipal (population légale 1946 : 4 861 habitants)

| Tête de liste                                                              | Tête de liste               | Liste                                                                       | Premier tour | Premier tour | Sièges |  |
| Tête de liste                                                              | Tête de liste               | Liste                                                                       | Voix         | %            | CM     |  |
| -------------------------------------------------------------------------- | --------------------------- | --------------------------------------------------------------------------- | ------------ | ------------ | ------ |  |
|                                                                            | François Roptin (Rad-soc) * | Rad-soc (7) - RPF (4) - Soc. ind (3) - MRP (3) - Ind. Dr (3) - Rép. soc (3) | 1 228        | 50,56        | 23     |  |
| Liste de concentration républicaine                                        |                             |                                                                             | 1 228        | 50,56        | 23     |  |
|                                                                            |                             | Ind. G (11) - Soc. ind (7) - Rad-soc (2) - Rép. soc (2) - Rad. ind (1)      | 634          | 26,10        | 0      |  |
| Liste d'action républicaine laïque et sociale                              |                             |                                                                             | 634          | 26,10        | 0      |  |
|                                                                            |                             | PCF                                                                         | 514          | 21,16        | 0      |  |
| Liste d'union républicaine et résistante de défense des intérêts communaux |                             |                                                                             | 514          | 21,16        | 0      |  |
|                                                                            |                             |                                                                             |              |              |        |  |
| Inscrits                                                                   | Inscrits                    | Inscrits                                                                    | 5 461        | 100,00       | 23     |  |
| Votants                                                                    | Votants                     | Votants                                                                     | 4 454        | 81,56        |        |  |
| Exprimés                                                                   | Exprimés                    | Exprimés                                                                    | 4 388        | 98,52        |        |  |
| * Liste du maire sortant                                                   |                             |                                                                             |              |              |        |  |

#### Paramé
- Maire sortant : Jean Legatellois (MRP)
- 23 sièges à pourvoir au conseil municipal (population légale 1946 : 9 060 habitants)

| Tête de liste                             | Tête de liste      | Liste                            | Premier tour | Premier tour | Sièges |  |
| Tête de liste                             | Tête de liste      | Liste                            | Voix         | %            | CM     |  |
| ----------------------------------------- | ------------------ | -------------------------------- | ------------ | ------------ | ------ |  |
|                                           | Jean Legatellois * | MRP                              | 2 409        | 66,55        | 23     |  |
| Liste républicaine des intérêts communaux |                    |                                  | 2 409        | 66,55        | 23     |  |
|                                           |                    | Rad-soc (9) - SFIO (7) - PCF (7) | 1211         | 33,45        | 0      |  |
| Liste d'entente républicaine démocratique |                    |                                  | 1211         | 33,45        | 0      |  |
|                                           |                    |                                  |              |              |        |  |
| Inscrits                                  | Inscrits           | Inscrits                         | 4 844        | 100,00       | 23     |  |
| Votants                                   | Votants            | Votants                          | 3 686        | 76,09        |        |  |
| Exprimés                                  | Exprimés           | Exprimés                         | 3 620        | 98,21        |        |  |
| * Liste du maire sortant                  |                    |                                  |              |              |        |  |

#### Pleurtuit
- Maire sortant : Mr Rouxel (FN-LIRF)
- 23 sièges à pourvoir au conseil municipal (population légale 1946 : 3 002 habitants)

| Tête de liste                                                | Tête de liste | Liste                   | Premier tour | Premier tour | Sièges |  |
| Tête de liste                                                | Tête de liste | Liste                   | Voix         | %            | CM     |  |
| ------------------------------------------------------------ | ------------- | ----------------------- | ------------ | ------------ | ------ |  |
|                                                              | Jean Boyer    | MRP (19) - Rad. ind (4) | 860          | 56,14        | 15     |  |
| Liste d'unoin et des intérêts communaux                      |               |                         | 860          | 56,14        | 15     |  |
|                                                              |               | SFIO (15) - Rad-soc (8) | 735          | 47,98        | 8      |  |
| Liste d'union républicaine et de défense des intérêts locaux |               |                         | 735          | 47,98        | 8      |  |
|                                                              |               |                         |              |              |        |  |
| Inscrits                                                     | Inscrits      | Inscrits                | 1 979        | 100,00       | 23     |  |
| Votants                                                      | Votants       | Votants                 | 1 574        | 79,54        |        |  |
| Exprimés                                                     | Exprimés      | Exprimés                | 1 532        | 97,33        |        |  |
| * Liste du maire sortant                                     |               |                         |              |              |        |  |

### Résultats dans les communes de2 500 habitantsà3 500 habitantset chefs-lieux d'arrondissement de moins de2 500 habitants
- Le mode de scrutin est le même qu'avant guerre, c'est-à-dire un mode plurinominal majoritaire à deux deux tours. Pour être élu au premier tour, il faut la majorité des suffrages exprimés, au ballottage la majorité relative suffit.

#### Bruz
- Maire sortant : Germaine Marquer (Ind. Dr)
- 21 sièges à pourvoir au conseil municipal (population légale 1946 : 2 820 habitants)

| Tête de liste                                             | Tête de liste | Liste                 | Premier tour | Premier tour | Sièges |  |
| Tête de liste                                             | Tête de liste | Liste                 | Voix         | %            | CM     |  |
| --------------------------------------------------------- | ------------- | --------------------- | ------------ | ------------ | ------ |  |
|                                                           | ?             | Ind. G (15) - MRP (6) | 699          | 55,88        | 16     |  |
| Liste d'entente républicaine indépendante                 |               |                       | 699          | 55,88        | 16     |  |
|                                                           | ?             | Ind. Dr               | 453          | 36,21        | 5      |  |
| Liste d'union républicaine de défense des intérêts locaux |               |                       | 453          | 36,21        | 5      |  |
|                                                           |               |                       |              |              |        |  |
| Inscrits                                                  | Inscrits      | Inscrits              | 1 774        | 100,00       | 21     |  |
| Votants                                                   | Votants       | Votants               | 1 316        | 74,18        |        |  |
| Exprimés                                                  | Exprimés      | Exprimés              | 1 251        | 95,06        |        |  |
| * Liste du maire sortant                                  |               |                       |              |              |        |  |

#### Cesson-Sévigné
- Maire sortant : Albert Benard (Ind. Dr)
- 21 sièges à pourvoir au conseil municipal (population légale 1946 : 2 791 habitants)

| Tête de liste                                       | Tête de liste   | Liste                   | Premier tour | Premier tour | Sièges |  |
| Tête de liste                                       | Tête de liste   | Liste                   | Voix         | %            | CM     |  |
| --------------------------------------------------- | --------------- | ----------------------- | ------------ | ------------ | ------ |  |
|                                                     | Albert Benard * | Ind. Dr (11) - PRL (10) | 602          | 57,06        | 19     |  |
| Liste d'union républicaine et indépendante          |                 |                         | 602          | 57,06        | 19     |  |
|                                                     | ?               | Ind. G (20) - MRP (1)   | 348          | 32,99        | 2      |  |
| Liste d'entente républicaine des intérêts communaux |                 |                         | 348          | 32,99        | 2      |  |
|                                                     |                 |                         |              |              |        |  |
| Inscrits                                            | Inscrits        | Inscrits                | 1 494        | 100,00       | 21     |  |
| Votants                                             | Votants         | Votants                 | 1 141        | 76,37        |        |  |
| Exprimés                                            | Exprimés        | Exprimés                | 1 055        | 92,46        |        |  |
| * Liste du maire sortant                            |                 |                         |              |              |        |  |

#### La Guerche-de-Bretagne
- Maire sortant : Henri Lassourd (Rép. G)
- 21 sièges à pourvoir au conseil municipal (population légale 1946 : 3 206 habitants)

| Tête de liste                       | Tête de liste    | Liste                 | Premier tour | Premier tour | Sièges |  |
| Tête de liste                       | Tête de liste    | Liste                 | Voix         | %            | CM     |  |
| ----------------------------------- | ---------------- | --------------------- | ------------ | ------------ | ------ |  |
|                                     | Henri Lassourd * | Rép. G (17) - MRP (4) | 1015         | 71,38        | 21     |  |
| Liste de concentration républicaine |                  |                       | 1015         | 71,38        | 21     |  |
|                                     |                  |                       |              |              |        |  |
| Inscrits                            | Inscrits         | Inscrits              | 1 915        | 100,00       | 21     |  |
| Votants                             | Votants          | Votants               | 1 476        | 77,08        |        |  |
| Exprimés                            | Exprimés         | Exprimés              | 1 422        | 96,34        |        |  |
| * Liste du maire sortant            |                  |                       |              |              |        |  |

#### Iffendic
- Maire sortant : Louis Delahaye (Rép. G)
- 21 sièges à pourvoir au conseil municipal (population légale 1946 : 3 127 habitants)

| Tête de liste                                      | Tête de liste             | Liste                               | Premier tour | Premier tour | Sièges |  |
| Tête de liste                                      | Tête de liste             | Liste                               | Voix         | %            | CM     |  |
| -------------------------------------------------- | ------------------------- | ----------------------------------- | ------------ | ------------ | ------ |  |
|                                                    | Louis Delahaye (Rép. G) * | MRP (10) - Rép. G (7) - Ind. Dr (4) | 1018         | 83,10        | 21     |  |
| Liste d'union républicaine et d'intérêts communaux |                           |                                     | 1018         | 83,10        | 21     |  |
|                                                    |                           |                                     |              |              |        |  |
| Inscrits                                           | Inscrits                  | Inscrits                            | 1 877        | 100,00       | 21     |  |
| Votants                                            | Votants                   | Votants                             | 1 341        | 71,44        |        |  |
| Exprimés                                           | Exprimés                  | Exprimés                            | 1 225        | 91,35        |        |  |
| * Liste du maire sortant                           |                           |                                     |              |              |        |  |

#### Martigné-Ferchaud
- Maire sortant : Paul Prime (Ind. Dr)
- 21 sièges à pourvoir au conseil municipal (population légale 1946 : 3 231 habitants)

| Tête de liste                       | Tête de liste | Liste                            | Premier tour | Premier tour | Sièges |  |
| Tête de liste                       | Tête de liste | Liste                            | Voix         | %            | CM     |  |
| ----------------------------------- | ------------- | -------------------------------- | ------------ | ------------ | ------ |  |
|                                     | Paul Prime *  | MRP (10) - RPF (7) - Ind. Dr (4) | 1018         | 83,10        | 21     |  |
| Liste de concentration républicaine |               |                                  | 1018         | 83,10        | 21     |  |
|                                     |               |                                  |              |              |        |  |
| Inscrits                            | Inscrits      | Inscrits                         | 2 142        | 100,00       | 21     |  |
| Votants                             | Votants       | Votants                          | 1 339        | 62,54        |        |  |
| Exprimés                            | Exprimés      | Exprimés                         | 1 219        | 91,65        |        |  |
| * Liste du maire sortant            |               |                                  |              |              |        |  |

#### Montauban-de-Bretagne
- Maire sortant : Joseph Hamon (SFIO)
- 21 sièges à pourvoir au conseil municipal (population légale 1946 : 2 783 habitants)

| Tête de liste                                      | Tête de liste  | Liste                                                  | Premier tour | Premier tour | Sièges |  |
| Tête de liste                                      | Tête de liste  | Liste                                                  | Voix         | %            | CM     |  |
| -------------------------------------------------- | -------------- | ------------------------------------------------------ | ------------ | ------------ | ------ |  |
|                                                    | Joseph Hamon * | Rép. soc (10) - Rad. ind (6) - SFIO (3) - Soc. ind (2) | 857          | 59,23        | 21     |  |
| Liste de défense des intérêts communaux            |                |                                                        | 857          | 59,23        | 21     |  |
|                                                    |                | MRP (11) - Ind. Dr (10)                                | 590          | 40,77        | 0      |  |
| Liste d'entente républicaine populaire et paysanne |                |                                                        | 590          | 40,77        | 0      |  |
|                                                    |                |                                                        |              |              |        |  |
| Inscrits                                           | Inscrits       | Inscrits                                               | 1 803        | 100,00       | 21     |  |
| Votants                                            | Votants        | Votants                                                | 1 474        | 81,76        |        |  |
| Exprimés                                           | Exprimés       | Exprimés                                               | 1 447        | 98,17        |        |  |
| * Liste du maire sortant                           |                |                                                        |              |              |        |  |

#### Plélan-le-Grand
- Maire sortant : Lucien Buis (Ind. Dr)
- 21 sièges à pourvoir au conseil municipal (population légale 1946 : 2 941 habitants)

| Tête de liste                       | Tête de liste | Liste                                   | Premier tour | Premier tour | Sièges |  |
| Tête de liste                       | Tête de liste | Liste                                   | Voix         | %            | CM     |  |
| ----------------------------------- | ------------- | --------------------------------------- | ------------ | ------------ | ------ |  |
|                                     | Lucien Buis * | Ind. Dr                                 | 737          | 50,51        | 14     |  |
| Liste républicaine indépendante     |               |                                         | 737          | 50,51        | 14     |  |
|                                     |               | Rad. ind (8) - Rép. G (7) - Rad-soc (6) | 668          | 45,79        | 7      |  |
| Liste de concentration républicaine |               |                                         | 668          | 45,79        | 7      |  |
|                                     |               |                                         |              |              |        |  |
| Inscrits                            | Inscrits      | Inscrits                                | 1 902        | 100,00       | 21     |  |
| Votants                             | Votants       | Votants                                 | 1 521        | 79,97        |        |  |
| Exprimés                            | Exprimés      | Exprimés                                | 1 459        | 95,92        |        |  |
| * Liste du maire sortant            |               |                                         |              |              |        |  |

#### Retiers
- Maire sortant :   (Rép. G)
- 21 sièges à pourvoir au conseil municipal (population légale 1946 : 2 911 habitants)

| Tête de liste                   | Tête de liste | Liste                       | Premier tour | Premier tour | Sièges |  |
| Tête de liste                   | Tête de liste | Liste                       | Voix         | %            | CM     |  |
| ------------------------------- | ------------- | --------------------------- | ------------ | ------------ | ------ |  |
|                                 | Joseph Egu    | Ind. Dr                     |              |              | 20     |  |
| Liste républicaine indépendante |               |                             |              |              | 20     |  |
|                                 |               | Rép. G (17) - Rad-soc (4) * |              |              | 1      |  |
| Liste républicaine              |               |                             |              |              | 1      |  |
|                                 |               |                             |              |              |        |  |
| Inscrits                        | Inscrits      | Inscrits                    | 1 802        | 100,00       | 21     |  |
| Votants                         | Votants       | Votants                     | 1 490        | 82,69        |        |  |
| Exprimés                        | Exprimés      | Exprimés                    | 1 441        | 96,71        |        |  |
| * Liste du maire sortant        |               |                             |              |              |        |  |

#### Saint-Méen-le-Grand
- Maire sortant : François Hervet (PRL)
- 21 sièges à pourvoir au conseil municipal (population légale 1946 : 2 865 habitants)

| Tête de liste                       | Tête de liste | Liste                                 | Premier tour | Premier tour | Sièges |  |
| Tête de liste                       | Tête de liste | Liste                                 | Voix         | %            | CM     |  |
| ----------------------------------- | ------------- | ------------------------------------- | ------------ | ------------ | ------ |  |
|                                     | Marcel Fleury | PRL (12) - Ind. Dr (6) - Rad. ind (3) | 897          | 62,08        | 21     |  |
| Liste d'union et d'intérêt local    |               |                                       | 897          | 62,08        | 21     |  |
|                                     |               | Ind. Dr (11) - PRL (10)               | 283          | 19,59        | 0      |  |
| Liste de concentration républicaine |               |                                       | 283          | 19,59        | 0      |  |
|                                     |               | SFIO (16) - PCF (5)                   | 265          | 18,34        | 0      |  |
| Liste d'union des gauches           |               |                                       | 265          | 18,34        | 0      |  |
|                                     |               |                                       |              |              |        |  |
| Inscrits                            | Inscrits      | Inscrits                              | 1 881        | 100,00       | 21     |  |
| Votants                             | Votants       | Votants                               | 1 491        | 79,27        |        |  |
| Exprimés                            | Exprimés      | Exprimés                              | 1 445        | 96,92        |        |  |
| * Liste du maire sortant            |               |                                       |              |              |        |  |

#### Bazouges-la-Pérouse
- Maire sortant :   (Rad. ind)
- 21 sièges à pourvoir au conseil municipal (population légale 1946 : 2 525 habitants)

| Tête de liste                                 | Tête de liste | Liste                    | Premier tour | Premier tour | Sièges |  |
| Tête de liste                                 | Tête de liste | Liste                    | Voix         | %            | CM     |  |
| --------------------------------------------- | ------------- | ------------------------ | ------------ | ------------ | ------ |  |
|                                               |               | Rép. G (18) - RPF (3)    | 671          | 55,46        | 18     |  |
| Liste d'union républicaine d'intérêt communal |               |                          | 671          | 55,46        | 18     |  |
|                                               |               | Rad-soc (11) - SFIO (10) | 408          | 33,72        | 3      |  |
| Liste républicaine d'union                    |               |                          | 408          | 33,72        | 3      |  |
|                                               |               |                          |              |              |        |  |
| Inscrits                                      | Inscrits      | Inscrits                 | 1 637        | 100,00       | 21     |  |
| Votants                                       | Votants       | Votants                  | 1 268        | 77,46        |        |  |
| Exprimés                                      | Exprimés      | Exprimés                 | 1 210        | 95,43        |        |  |
| * Liste du maire sortant                      |               |                          |              |              |        |  |

#### Guichen
- Maire sortant : Georges Le Cornec (Rad-soc)
- 21 sièges à pourvoir au conseil municipal (population légale 1946 : 4 048 habitants)

| Tête de liste                                                            | Tête de liste       | Liste                  | Premier tour | Premier tour | Sièges |  |
| Tête de liste                                                            | Tête de liste       | Liste                  | Voix         | %            | CM     |  |
| ------------------------------------------------------------------------ | ------------------- | ---------------------- | ------------ | ------------ | ------ |  |
|                                                                          | Georges Le Cornec * | Rad-soc (14) - PCF (7) | 617          | 61,15        | 21     |  |
| Liste de concentration républicaine et de défense des intérêts communaux |                     |                        | 617          | 61,15        | 21     |  |
|                                                                          |                     |                        |              |              |        |  |
| Inscrits                                                                 | Inscrits            | Inscrits               | 2 005        | 100,00       | 21     |  |
| Votants                                                                  | Votants             | Votants                | 1 203        | 60,00        |        |  |
| Exprimés                                                                 | Exprimés            | Exprimés               | 1 009        | 83,87        |        |  |
| * Liste du maire sortant                                                 |                     |                        |              |              |        |  |

#### Guipry
- Maire sortant : Joseph Havard (Rép. G)
- 21 sièges à pourvoir au conseil municipal (population légale 1946 : 2 653 habitants)

| Tête de liste                                           | Tête de liste | Liste                             | Premier tour | Premier tour | Sièges |  |
| Tête de liste                                           | Tête de liste | Liste                             | Voix         | %            | CM     |  |
| ------------------------------------------------------- | ------------- | --------------------------------- | ------------ | ------------ | ------ |  |
|                                                         |               | MRP (18) - PRL (2) - Rad. ind (1) | 729          | 75,62        | 21     |  |
| Liste de concentration républicaine et d'action sociale |               |                                   | 729          | 75,62        | 21     |  |
|                                                         |               |                                   |              |              |        |  |
| Inscrits                                                | Inscrits      | Inscrits                          | 1 770        | 100,00       | 21     |  |
| Votants                                                 | Votants       | Votants                           | 1 052        | 59,44        |        |  |
| Exprimés                                                | Exprimés      | Exprimés                          | 964          | 91,64        |        |  |
| * Liste du maire sortant                                |               |                                   |              |              |        |  |

#### Maure-de-Bretagne
- Maire sortant : Joseph Lagrée (Ind. Dr)
- 21 sièges à pourvoir au conseil municipal (population légale 1946 : 3 251 habitants)

| Tête de liste                | Tête de liste | Liste                   | Premier tour | Premier tour | Sièges |  |
| Tête de liste                | Tête de liste | Liste                   | Voix         | %            | CM     |  |
| ---------------------------- | ------------- | ----------------------- | ------------ | ------------ | ------ |  |
|                              | Joseph Lagrée | Ind. Dr (11) - MRP (10) | 1230         | 89,52        | 21     |  |
| Liste des intérêts communaux |               |                         | 1230         | 89,52        | 21     |  |
|                              |               |                         |              |              |        |  |
| Inscrits                     | Inscrits      | Inscrits                | 2 037        | 100,00       | 21     |  |
| Votants                      | Votants       | Votants                 | 1 394        | 68,43        |        |  |
| Exprimés                     | Exprimés      | Exprimés                | 1 374        | 98,57        |        |  |
| * Liste du maire sortant     |               |                         |              |              |        |  |

#### Pipriac
- Maire sortant : Pierre Simon (Ind. Dr)
- 21 sièges à pourvoir au conseil municipal (population légale 1946 : 3 032 habitants)

| Tête de liste            | Tête de liste     | Liste    | Premier tour | Premier tour | Sièges |  |
| Tête de liste            | Tête de liste     | Liste    | Voix         | %            | CM     |  |
| ------------------------ | ----------------- | -------- | ------------ | ------------ | ------ |  |
|                          | Clément Le Rouzic | Ind. Dr  | 1125         | 80,94        | 21     |  |
| Liste d'union communale  |                   |          | 1125         | 80,94        | 21     |  |
|                          |                   |          |              |              |        |  |
| Inscrits                 | Inscrits          | Inscrits | 1 956        | 100,00       | 21     |  |
| Votants                  | Votants           | Votants  | 1 399        | 71,52        |        |  |
| Exprimés                 | Exprimés          | Exprimés | 1 390        | 99,36        |        |  |
| * Liste du maire sortant |                   |          |              |              |        |  |

#### Grand-Fougeray
- Maire sortant : ? (Ind. Dr)
- 21 sièges à pourvoir au conseil municipal (population légale 1946 : 2 753 habitants)

| Tête de liste                                    | Tête de liste | Liste                  | Premier tour | Premier tour | Sièges |  |
| Tête de liste                                    | Tête de liste | Liste                  | Voix         | %            | CM     |  |
| ------------------------------------------------ | ------------- | ---------------------- | ------------ | ------------ | ------ |  |
|                                                  | ?             | MRP (18) - Ind. Dr (3) | 1007         | 83,22        | 21     |  |
| Liste républicaine d'entente sociale et paysanne |               |                        | 1007         | 83,22        | 21     |  |
|                                                  |               |                        |              |              |        |  |
| Inscrits                                         | Inscrits      | Inscrits               | 1 625        | 100,00       | 21     |  |
| Votants                                          | Votants       | Votants                | 1 272        | 78,28        |        |  |
| Exprimés                                         | Exprimés      | Exprimés               | 1 210        | 95,13        |        |  |
| * Liste du maire sortant                         |               |                        |              |              |        |  |

#### Saint-Méloir-des-Ondes
- Maire sortant : ? (Rép. G)
- 21 sièges à pourvoir au conseil municipal (population légale 1946 : 2 540 habitants)

| Tête de liste                            | Tête de liste | Liste                            | Premier tour | Premier tour | Sièges |  |
| Tête de liste                            | Tête de liste | Liste                            | Voix         | %            | CM     |  |
| ---------------------------------------- | ------------- | -------------------------------- | ------------ | ------------ | ------ |  |
|                                          | ?             | MRP (17) - PRL (4)               | 748          | 64,21        | 21     |  |
| Liste indépendante d'action républicaine |               |                                  | 748          | 64,21        | 21     |  |
|                                          | ?             | MRP (15) - Rad-soc (3) - PCF (3) | 417          | 35,79        | 0      |  |
| Liste concentration républicaine         |               |                                  | 417          | 35,79        | 0      |  |
|                                          |               |                                  |              |              |        |  |
| Inscrits                                 | Inscrits      | Inscrits                         | 1 489        | 100,00       | 21     |  |
| Votants                                  | Votants       | Votants                          | 1 222        | 82,07        |        |  |
| Exprimés                                 | Exprimés      | Exprimés                         | 1 165        | 95,34        |        |  |
| * Liste du maire sortant                 |               |                                  |              |              |        |  |